# Potamogeton × malainoides
Potamogeton × malainoides là một loài thực vật có hoa lai ghép trong họ Potamogetonaceae. Loài này được Miki miêu tả khoa học đầu tiên năm 1937.